# فاضل محسن الحكيم
اللواء فاضل محسن الحكيم هو حقوقي وسياسي وعسكري عراقي، ولد في بغداد سنة 1919.
قبل في الكلية العسكرية العراقية سنة 1938 وهي الدورة السابعة عشرة. كما حصل على شهادة في الحقوق.
شغل منصب وزير المواصلات سنة 1967 في وزارة عبد الرحمن عارف.